# 沼田さくら
沼田 さくら（ぬまた さくら、1989年7月24日 - ）は、日本のモデル。元バレーボール選手。現在はエイベックス・スポーツ株式会社とマネジメント契約を結んでいる。

## 来歴
宮城県仙台市出身。先輩に誘われたことをきっかけに、中学校1年生でバレーボールを始める。地元・宮城県にある女子バレーボール界の強豪校・古川学園高への進学後は、インターハイや春高バレーに出場した。
古川学園卒業後の2008年に、地元・東北（山形県天童市）を本拠地とするVリーグのパイオニアレッドウィングスに入団。2010年には、全日本B代表としてアジア大会に出場した。
レッドウィングスでも、2010-11Vプレミアリーグからスタメンに抜擢されるなど活躍。しかし、2011年に左膝の前十字靱帯を断裂した影響で、2012年6月に現役を引退した。
身長181cm・9頭身という体型の持ち主で、実母（福島県出身）はかつてモデルとして活動。さくら自身も、現役引退後にモデルへ転身すると、2013年には準ミス・ワールド2013日本代表（総勢5名）の1人に選ばれた。同年11月には、Vリーグ機構から、2013-14シーズンの排球大使（Vリーグアンバサダー）に任命されている。

## 所属チーム
- 幸町中
- 古川学園高（2005-2008年）
- パイオニアレッドウィングス（2008-2012年）